# 漁夫の砦

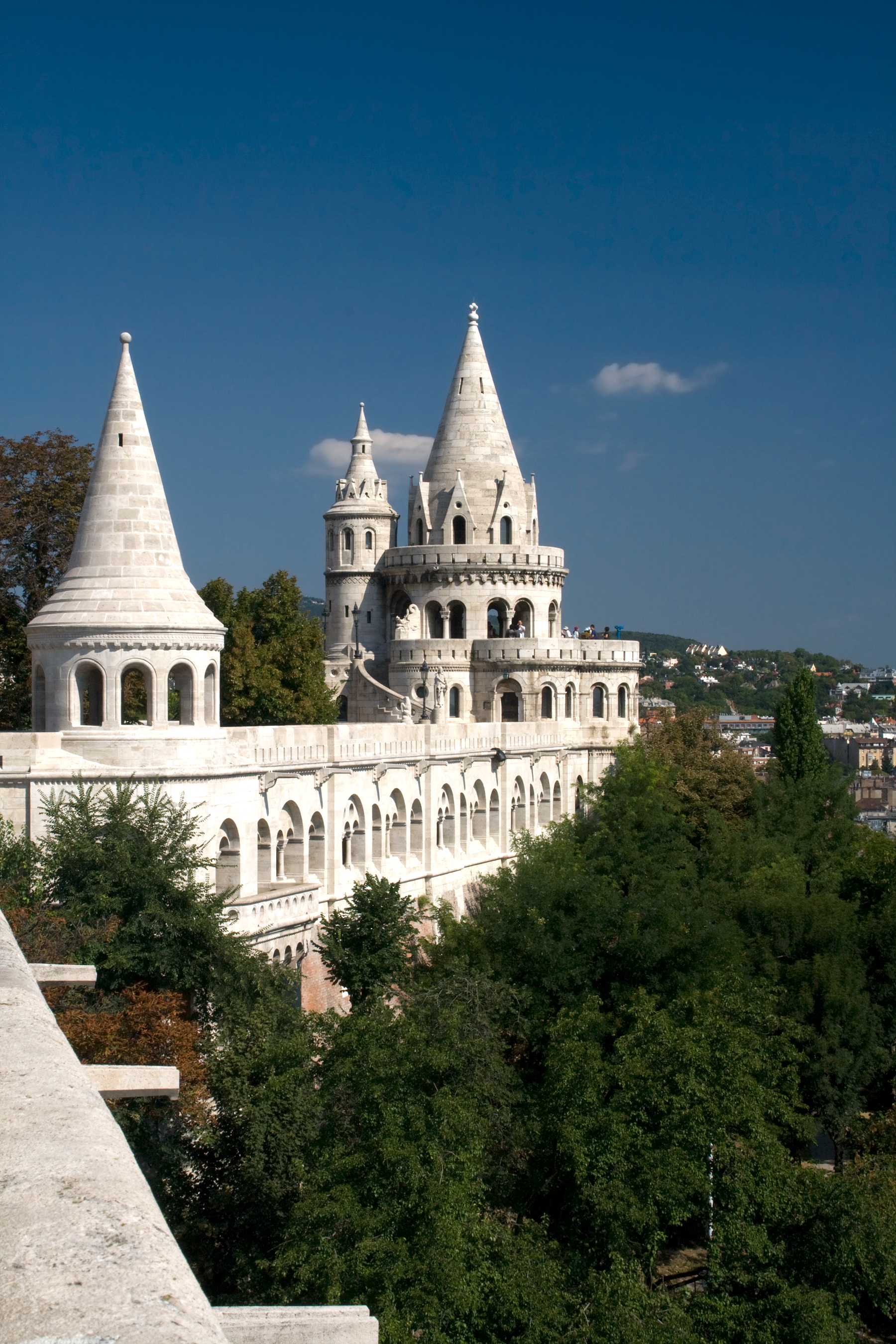
漁夫の砦

漁夫の砦（ぎょふのとりで、ハンガリー語: Halászbástya）は、ハンガリーの首都ブダペストの西に位置する砦で、1895年から1902年にかけて、建国千年祭における市街美化計画の一環として建築家シュレク・フリジェシュによって建てられた。